# Cantonul Orléans-Bannier
Cantonul Orléans-Bannier este un canton din arondismentul Orléans, departamentul Loiret, regiunea Centru, Franța.